# Stausee Tannheim
Der Stausee Tannheim ist ein in den Jahren 1919 bis 1923 errichteter Stausee an einem Seitenkanal der Iller bei Tannheim im Landkreis Biberach in Oberschwaben.

## Beschreibung
Er befindet sich im Ortsteil Illerwerk II auf halbem Weg westlich zwischen Tannheim und Arlach. Hier in der Nähe von Memmingen wird der Illerkanal von einer 17 Meter hohen Gewichtsstaumauer zum Zwecke der Stromgewinnung aufgestaut. Das Wasserkraftwerk an der Staumauer wurde 1922 von den Oberschwäbischen Elektrizitätswerken Biberach gebaut und wird heute von der EnBW Kraftwerke AG betrieben. Es ist ein Teil der Illerkraftwerke.
Im Jahr 2013 erneuerte der Eigentümer das Einlaufbauwerk am Illerkanal beim Wehr Mooshausen. Deswegen wurde der Kanal bis zum Kraftwerk Tannheim trockengelegt.